# Eudem (adroguer)
Eudem (en grec antic Εὔδημος) va ser un metge que va viure al segle iv aC o III aC que va compondre algunes medicines amb fórmules pròpies. Teofrast diu que fou una eminència en el seu ofici d'adroguer, ja que era "venedor de drogues". Eudem va voler demostrar que quan les persones estaven acostumades a les drogues, no sentien els seus efectes. Ho demostrava ingerint una petita quantitat de droga cada matí, i apostava que no en sentiria cap efecte abans de la posta del sol.